# Orkanen Florence
Florence er navnet på en orkan, der i september 2018 hærgede den sydøstlige del af USA og især North Carolina. Over 500.000 indbyggere mistede deres strøm, efter at Florence gik i land.
| Artikelstump | Spire Denne meteorologi eller vejr-relaterede artikel er en spire som bør udbygges. Du er velkommen til at hjælpe Wikipedia ved at udvide den. |